# Parasztfiú
A Parasztfiú (Le Petit Paysan) Amedeo Modigliani alkotása, amely a londoni Tate gyűjteményének része.
1918 március végén vagy április elején Modigliani Dél-Franciaországba utazott, és legalább júliusig Cagnes-ban, majd főleg Nizzában tartózkodott. 1919. május 31-én tért vissza Párizsba. Joseph Lanthemann művészettörténész szerint a Parasztfiú Nizzában készült, amit Modigliani szerelméről, Jeanne Hébuterne-ről festett portréi támasztanak alá: a modell környezete, a szoba ugyanolyannak tűnik ezeken az alkotásokon. Habár Lanthemann 1919-esnek tartja a képet, más szakértők szerint inkább 1918-ban készült, mivel még nem jellemzi az alakok extrém megnyújtása és stilizáltsága, ami a Modigliani utolsó korszakában festett képek sajátja.
A festményen látható fiatal fiú modellt ült egy hasonló kompozíciójú, azonos méretű alkotásnak is, amely ma a Louvre-ban van. Ez a képet A fiatal segéd címen szokták emlegetni. A fiú azon a festményen kalap nélkül látható, bal könyökét egy asztalon nyugtatja. Ebben a periódusban négy másik hasonló, fiatal modelleket ábrázoló képet festett Modigliani. Ezek közül kettőn ugyanaz a vörös hajú fiú szerepel, az egyiken, amely a New York-i Guggenheim Múzeumban van, kezei az ölében nyugszanak, a másikon (Indianapolis Museum) bal könyökével egy asztalra támaszkodik. Az utóbbit Modigliani cagnes-i alkotásként szignálta.
A festő 1920-as halála után Léopold Zborowski vásárolta meg Modigliani hagyatékát. Tőle Hugh Blaker angol gyűjtő vette meg a képet 1919-ben Londonban. Blaker 1932. március 31-ei naplóbejegyzésében, amelyet Zborowski halálának alkalmából írt, úgy emlékezett vissza, a lengyel kereskedő annyira rosszul állt akkor anyagilag, hogy vásárlása nélkül még a bérelt szobáját sem tudta volna kifizetni.